# Luzón
Luzón est une commune d'Espagne de la province de Guadalajara dans la communauté autonome de Castille-La Manche.

## Histoire
En 1507, le peintre de la Renaissance Juan Soreda a reçu un premier versement pour le retable de l'église, mais certains panneaux sont allés à l'église de Torremocha del Pinar dans la même province. Les paiements ont continué jusqu'à 1512.